# Baier (Sankt Wolfgang)
Baier ist ein Gemeindeteil  von St. Wolfgang im oberbayerischen Landkreis Erding.

## Lage
Der Einödhof Baier liegt etwa drei Kilometer südöstlich vom Gemeindehauptort Sankt Wolfgang entfernt, oberhalb der südwestlichen Abhänge des Gattergebirges, unweit der Kreisstraße ED 21 von Klaus nach Oberornau.

## Bevölkerungsentwicklung
In Baier gab es 1871 acht Einwohner. Im Mai 1987 lebten dort vier Einwohner.
| Jahr      | 1871 | 1925 | 1950 | 1970 | 1987 |
| Einwohner | 8    | 8    | 11   | 5    | 4    |